# Slovenský salám
Slovenský salám je tepelně opracovaný jemně mělněný masný výrobek. Bývá také nazýván Slovenský točený salám či Bratislavský točený, protože je ve střevě podobně jako např. kabanos. Všechny suroviny jsou zpracovávány kutrováním na velice jemné části. Podle původní receptury (ČSN 57 6099) měl salám následující složení (na 100 kg hotového výrobku):
- hovězí maso výrobní přední solené: 33,00 kg
- vepřové výrobní maso bez kůže solené: 50,80 kg
- telecí maso solené: 0,95 kg
- mouka: 3,30 kg
- česnekový koncentrát: 0,05 kg
- pepř mletý: 0,16 kg
- paprika sladká: 0,13 kg
- muškátový oříšek: 0,04 kg
- kmín: 0,10 kg
- dusitanová solící směs: 2,15 kg
- voda: 21,00 l

Po zrušení závaznosti bývalých státních a podnikových norem počátkem 90. let 20. století došlo k prudkému snížení jeho kvality. V současné době se jedná o levný salám složený hlavně z náhražek, jako je drůbeží separát, kůžová emulze, sádlo, voda, škrob a jiná plnidla a zahušťovadla. Dnes obsahuje slovenský salám u některých výrobců minimum masa.